# Ōza 1995
L'Ōza 1995 è stata la quarantatreesima edizione del torneo goistico giapponese Ōza.

## Svolgimento

### Fase preliminare
La fase preliminare serve a determinare chi accede al torneo per la selezione dello sfidante. Consiste in una serie di tornei preliminari iniziali, i cui vincitori si qualificano al torneo per la determinazione dello sfidante.
- W indica vittoria col bianco
- B indica vittoria col nero
- X indica la sconfitta
- +R indica che la partita si è conclusa per abbandono
- +N indica lo scarto dei punti a fine partita
- +F indica la vittoria per forfeit
- +T indica la vittoria per timeout
- +? indica una vittoria con scarto sconosciuto
- V indica una vittoria in cui non si conosce scarto e colore del giocatore

|  | Primo turno        | Primo turno        | Primo turno |  |  | Secondo turno      | Secondo turno      | Secondo turno    |       |                   | Semifinali        | Semifinali       | Semifinali |  |  | Finale | Finale | Finale |
|  |                    |                    |             |  |  |                    |                    |                  |       |                   |                   |                  |            |  |  |        |        |        |
|  | Kimio Yamada       | Kimio Yamada       | W+R         |  |  |                    |                    |                  |       |                   |                   |                  |            |  |  |        |        |        |
|  | Shungo Goto        | Shungo Goto        |             |  |  | Kimio Yamada       | Kimio Yamada       |                  |       |                   |                   |                  |            |  |  |        |        |        |
|  | Yuichi Sonoda      | Yuichi Sonoda      | B+R         |  |  | Yuichi Sonoda      | Yuichi Sonoda      | W+R              |       |                   |                   |                  |            |  |  |        |        |        |
|  | Kunio Ishii        | Kunio Ishii        |             |  |  |                    |                    |                  |       | Yuichi Sonoda     | Yuichi Sonoda     |                  |            |  |  |        |        |        |
|  | Shuzo Awaji        | Shuzo Awaji        |             |  |  |                    | Kōichi Kobayashi   | Kōichi Kobayashi | W+1,5 |                   |                   |                  |            |  |  |        |        |        |
|  | Kōichi Kobayashi   | Kōichi Kobayashi   | W+R         |  |  | Kōichi Kobayashi   | Kōichi Kobayashi   | W+R              |       |                   |                   |                  |            |  |  |        |        |        |
|  | Hideyuki Fujisawa  | Hideyuki Fujisawa  |             |  |  | Rin Kaiho          | Rin Kaiho          |                  |       |                   |                   |                  |            |  |  |        |        |        |
|  | Rin Kaiho          | Rin Kaiho          | W+4,5       |  |  |                    |                    |                  |       |                   | Kōichi Kobayashi  | Kōichi Kobayashi |            |  |  |        |        |        |
|  | Hideo Otake        | Hideo Otake        | B+R         |  |  |                    | Ō Rissei           | Ō Rissei         | W+1,5 |                   |                   |                  |            |  |  |        |        |        |
|  | Norimoto Yoda      | Norimoto Yoda      |             |  |  | Hideo Otake        | Hideo Otake        |                  |       |                   |                   |                  |            |  |  |        |        |        |
|  | Hiroshi Yamashiro  | Hiroshi Yamashiro  | B+R         |  |  | Hiroshi Yamashiro  | Hiroshi Yamashiro  | W+R              |       |                   |                   |                  |            |  |  |        |        |        |
|  | Masao Kato         | Masao Kato         |             |  |  |                    |                    |                  |       | Hiroshi Yamashiro | Hiroshi Yamashiro |                  |            |  |  |        |        |        |
|  | Mosei Ko           | Mosei Ko           |             |  |  |                    | Ō Rissei           | Ō Rissei         | W+R   |                   |                   |                  |            |  |  |        |        |        |
|  | Ō Rissei           | Ō Rissei           | W+6,5       |  |  | Ō Rissei           | Ō Rissei           | B+R              |       |                   |                   |                  |            |  |  |        |        |        |
|  | Masayuki Kurahashi | Masayuki Kurahashi | W+R         |  |  | Masayuki Kurahashi | Masayuki Kurahashi |                  |       |                   |                   |                  |            |  |  |        |        |        |
|  | Tomoyasu Mimura    |                    |             |  |  |                    |                    |                  |       |                   |                   |                  |            |  |  |        |        |        |

### Finale
La finale è una sfida al meglio delle cinque partite.